# Розівка (Василівський район)
Ро́зівка — село в Україні, у Михайлівській селищній громаді Василівського району Запорізької області. Населення становить 54 осіб. До 2020 року орган місцевого самоврядування — Пришибська селищна рада.

## Географія
Село Розівка розташоване за 89 км обласного центру та 33 км від районного центру. Найближче село за 0,5 км — Смиренівка, за 2 км — смт Пришиб. Поруч проходить залізниця Запоріжжя I — Федорівка, зупинний пункт Платформа 1180 км (за 1 км).

## Історія
Село засноване 1925 року.
12 червня 2020 року, відповідно до розпорядження Кабінету Міністрів України № 713-р «Про визначення адміністративних центрів та затвердження територій територіальних громад Запорізької області», село увійшло до складу Михайлівської селищної громади.
19 липня 2020 року, в результаті адміністративно-територіальної реформи і ліквідації Михайлівського району, село увійшло до складу Василівського району.